# 格雷格·威廉·伯格森
格雷格·威廉·伯格森（英語：Gregg William Bergersen，1956年或1957年生）是一名武器专家，2008年时因为向中华人民共和国提供情报被美国司法部门逮捕，被判处57个月监禁。

## 简介
格雷格·威廉·伯格森定居在弗吉尼亚州的亚历山德里亚市，是美国国防部国防安全合作局的一名武器专家，负责研发指挥自动化系统。他将情报卖给一名的名叫Tai Kuo的台湾裔美国人，Tai Kuo随后将情报卖给了中华人民共和国。
格雷格·威廉·伯格森提供给Tai Kuo的情报包括了美国在未来五年内对台湾的武器销售计划及军事技术支援计划等方面。